# Denyse Mutatsimpundu
Denyse Mutatsimpundu, née le 27 mai 1993, est une joueuse rwandaise de volley-ball.

## Biographie
Avec Charlotte Nzayisenga, elle remporte les Championnats d'Afrique des moins de 20 ans 2012 à Lomé puis la médaille de bronze des Jeux africains de 2015 à Brazzaville.
Le duo est ensuite sacré  champion d'Afrique en 2017 à Maputo.